# Замтенс
Замтенс (њем. Samtens) општина је у њемачкој савезној држави Мекленбург-Западна Померанија. Једно је од 42 општинска средишта округа Риген. Према процјени из 2010. у општини је живјело 2.010 становника. Посједује регионалну шифру (AGS) 13061034.

## Географски и демографски подаци
Замтенс се налази у савезној држави Мекленбург-Западна Померанија у округу Риген. Општина се налази на надморској висини од 7 метара. Површина општине износи 32,4 km². У самом мјесту је, према процјени из 2010. године, живјело 2.010 становника. Просјечна густина становништва износи 62 становника/km².